# St. Wolfgang und Maaßen
Die Grube Wolfgang Maaßen mit ihrem bekannten Pochwerksgebäude befindet sich an der B 169 gegenüber der ehemaligen Jägerkaserne am Südrand von Neustädtel, einem Ortsteil von Schneeberg im sächsischen Erzgebirgskreis. Die Grube gehört zum Schneeberger Bergrevier und war ein über mehrere hundert Jahre in Betrieb befindliches Bergwerk, in dem neben Silber vor allem Kobalt und Wismut gefördert wurden. Bei einer Teufe von 378 m wurden insgesamt 15 Hauptsohlen (Lachterstrecken) angeschlagen. Die Grube gab der zu Neustädtel gehörigen Siedlung Wolfgangmaßen ihren Namen.

## Geschichte

### 1555 bis 1736
Die Fundgrube wurde erstmals im Quartal  Crucis des Jahres 1555 im Schneeberger Rezessbuch unter dem Namen St. Wolfgang Hagemüllers Lehn erwähnt. Benannt wurde sie nach dem Bergbauheiligen St. Wolfgang, der auch Namensgeber der spätgotischen Hallenkirche St. Wolfgang in Schneeberg war. Nach den Angaben im Rezessbuch muss man davon ausgehen, dass die Fundgrube schon im Quartal Trinitatis an Wolfgang Hagemüller verliehen wurde, da bereits eine Forderung nach Zubuße erwähnt wird. Neben der Fundgrube wurden im Jahr 1555 auch drei untere und sieben obere Maaßen genannt.
In den folgenden Jahren wechseln sich Verleihung und wieder-in-das-Bergfreie-fallen der Fundgrube sowie der zugehörigen Maaßen ab. Ab 1563 war die Fundgrube zunächst ohne Unterbrechung in Betrieb. Im Jahr 1572 wurde das erste Silber gefunden und schon im selben Jahr 24 Gulden Ausbeute pro Kux gezahlt. Im Jahr 1590 waren auch drei untere und insgesamt neun obere Maaßen in Betrieb. Im Jahr 1608 förderten die Gruben auf dem Wolfgang Spat für lange Zeit letztmals Silber.
Bedingt durch die Lage der Fundgrube im Tal des Riesengrundes gab es von Anfang an Probleme mit der Wasserhaltung. Abhilfe schufen hier ins Grubengebäude eingebrachte Entwässerungsstolln. Im Jahr 1574 erreichte der Griefner Stolln in einer saigeren Teufe von 36 m und im Jahr 1590 der Fürstenstolln mit einer saigeren Teufe von 118 m das Grubengebäude. Besonders das Einbringen des Fürstenstollns hatte ein steigendes Silberausbringen zur Folge. Allein in den Jahren 1590/91 wurden 505 kg Silber gefördert. Ab dem Jahr 1595 wurden die neun oberen Maaßen zusammengeschlossen. Die gewinnbaren Silbervorkommen waren weitestgehend abgebaut. In der Zeit von 1572 bis 1606 wurden, belegt durch Ausbeutescheine, mindestens 1312 kg Silber ausgebracht, die tatsächliche Menge dürfte bei 1722 kg Silber liegen. Nach dem Verkauf von Wolfgang Maaßen im Jahr 1609 begann der gezielte Kobaltabbau.
Für die Jahre 1620 bis 1624 ist die Förderung von Kobalt auf der Fundgrube und den oberen Maaßen nachgewiesen. Im Jahr 1632 wird nur noch von der Fundgrube nebst nächstobere Maaß sowie von der oberen 2. bis 6. Maaß als Gruben berichtet. Es ist anzunehmen, dass die unteren drei Maaßen sowie die obere 8. und 9. Maaß ins Bergfreie gefallen sind.
Die zwischenzeitlich auch wieder ins Bergfreie gefallene Fundgrube wurde 1646 durch die Familie Schildbach wieder aufgenommen. Durch den 1641 abgeschlossenen Kobaltkontrakt lohnte sich die Förderung dieser Erze wieder. Im Jahr 1650 liefert die Fundgrube und im Jahr 1657 die oberen Maaßen erstmals wieder Kobalt. Ab dem Jahr 1652 konnte wieder Ausbeute gezahlt werden. Durch den Verbruch bzw. die mangelnde Funktionsfähigkeit des Fürstenstollns war man allerdings nicht in der Lage, den Abbau weiter in die Tiefe zu bringen. Der Bergbau wurde deshalb im Jahr 1688 auf viele Jahre eingestellt.

### 1737 bis 1817
Im Juni 1737 wurde die Fundgrube, samt der Oberen 1. bis 3. Maaß und Unteren 1. Maaß, an Johann Carl Lindemann verliehen. Im Januar 1741 folgte als Beilehn der St. Anna Fundgrube die Verleihung der Oberen 4. bis 8. Maaß (Wolfgang Maaßen) an Benjamin Schönfelder, Steiger auf der Grube St. Anna und Daniel Fundgrube. Durch die eingeschränkte Funktionsfähigkeit des Fürstenstollns mussten die Wässer aus den Tiefbauen mit Hilfe eines Kunstgezeugs auf das Niveau des Griefner Stollns gehoben werden. Zu diesem Zweck wurde auf der Stollnsohle eine Radstube ausgehauen. Am 11. August 1749 kam es während der Arbeiten an dieser Radstube zu einem Bruch, durch den fünf Bergleute verschüttet wurden. Während der Bergmann Carl Friedrich Schnedelbach lebend geborgen werden konnte, blieben die Bergleute Christian Heinrich Röder, Christian Georgi, Johann Gottlieb Georgi und Johann Gotthelf Lorenz im Berg und liegen noch heute in der Radstube.
Nach diesem tragischen Unglück kam der Bergbau auf der Grube zum Erliegen und die Fundgrube fiel wieder ins Bergfreie.
Im August 1765 wurde die Fundgrube, samt der Oberen 1. bis 2. sowie der Unteren 1. bis 3. Maaß an Carl Gottlob Lindemann verliehen und der Kobaltabbau wieder aufgenommen. Im Quartal Crucis 1771 begann die St. Anna Fundgrube mit den Aufwältigungsarbeiten im Beilehn Wolfgang Maaßen. Im Quartal Crucis 1777 wurde Wolfgang Maaßen (Obere 4. bis 8.  Maaß) selbständig. Ab 1776 wurde mit den Aufwältigungsarbeiten auf dem Fürstenstolln im Grubenfeld Auferstehung Christi begonnen. Im Jahr 1779 erreichten diese Arbeiten die Gruben auf dem Wolfgang Spat und ermöglichten so das Lösen der Grubenwässer aus den tieferen Bauen. Im Bereich der Oberen 6. Maaß wurde wahrscheinlich 1781 mit der Teufe eines Treibeschachtes begonnen. Im Jahr 1784 wurde von der Fundgrube und von Wolfgang Maaßen gemeinsam ein Kunstgezeug in einen Kunstschacht unterhalb des Fürstenstollns eingebracht und über eine Radstube auf dem Fürstenstolln angetrieben. Der Kobaltbergbau erreichte im Jahr 1785 ein Ausbringen von 137 Zentnern Kobalt pro Quartal. Auf dem Treibeschacht wurde zwischen 1789 und 1790 ein Pferdegöpel errichtet.
Auf dem Friedrich August Spat im Niveau der Fürstenstolln-Sohle erschloss man im Jahr 1797 ergiebige Kobalterze, die erstmals wieder eine Ausbeutezahlung ermöglichten. Die Grube stieg damit zur ertragreichsten Grube im Schneeberger Revier auf. Um den Transport der geförderten Kobalterze in das weit entfernte Siebenschlehener Pochwerk zu umgehen und Kosten zu sparen, wurde zwischen 1816 und 1818 neben dem Treibeschacht ein eigenes Pochwerk samt Radstube errichtet. Bedingt durch diese hohen Investitionskosten mussten die Ausbeuteauszahlungen wieder eingestellt werden.

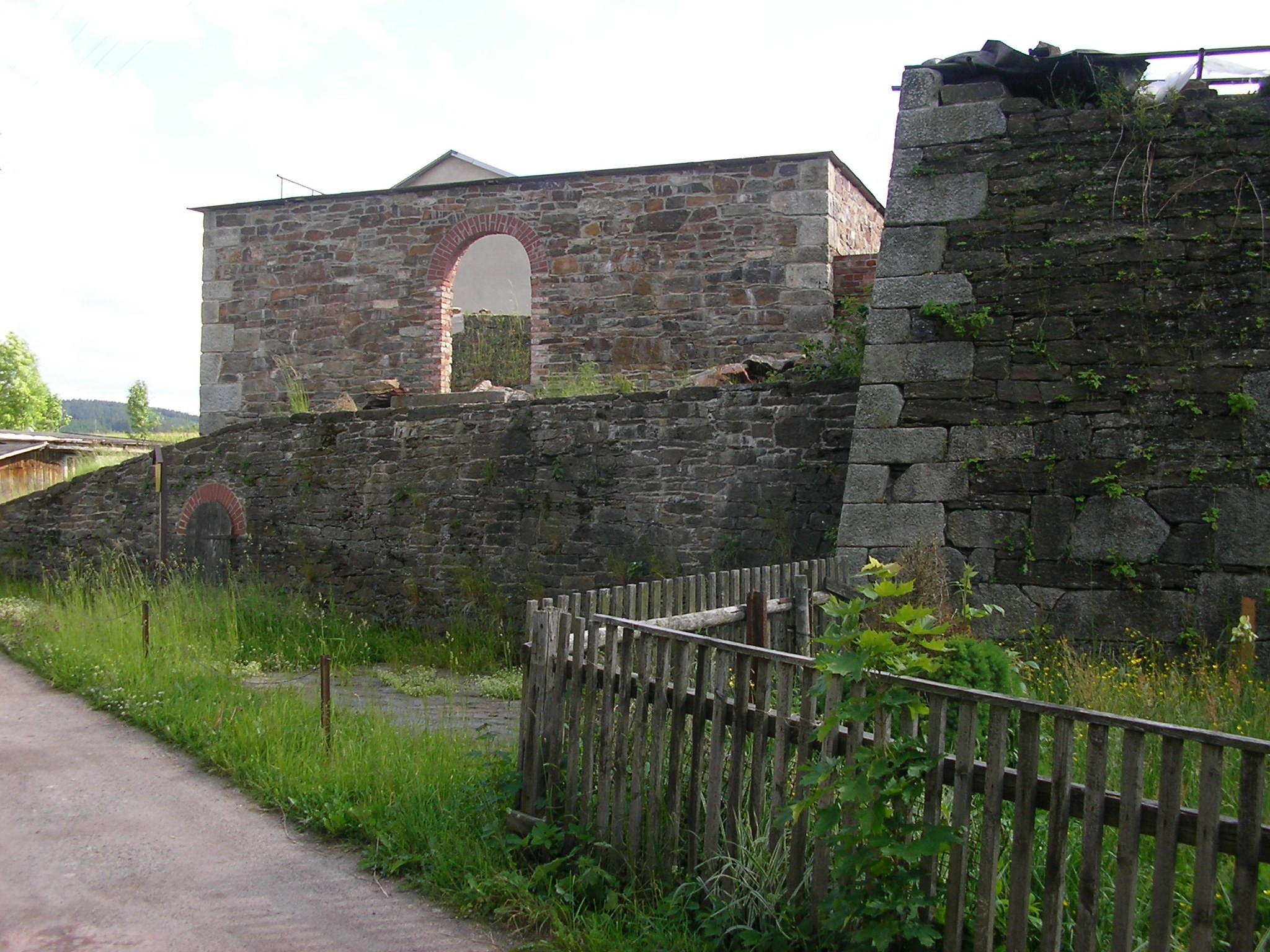
Treibehaus des Wolfgang Maaßener Kunst- und Treibeschachtes

### 1818 bis 1850
Um den Grubenbetrieb effektiver zu gestalten, wurde im Jahr 1818 die St. Wolfgang Fundgrube mit Wolfgang Maaßen vereinigt. Der Wolfgang-Maaßen-Treibeschacht wurde zum Hauptschacht der Grube. Zur Grube gehörten noch zwei Blindschächte: der Kunstschacht ab der Fürstenstolln-Sohle auf dem Wolfgang Spat und der Wolfgangschacht ab der 51-Lachter-Strecke auf dem Friedrich August Spat. Der Friedrich August Spat und der Sidonie Spat entwickelten sich, besonders im Schaarungsbereich beider Gänge, zu den Haupterzlieferanten der Grube.
Offensichtlich galt die Grube als Musterbetrieb, denn nach dem Besuch von Prinz Johann von Sachsen, am 27. Juli 1826 besuchte auch Prinz Friedrich August II. von Sachsen, am 6. Juli 1829 mit großem Gefolge die Grube. Dazu gehörten neben dem Oberberghauptmann Siegmund August Wolfgang Freiherr von Herder, auch Excellenz Geheimer Rat und Oberhofmeister Freiherr A. von Minckwitz und der Adjutant Oberst Clemens Franciscus Xaver von Cerrini di Monte Varchi. Laut den Aufzeichnungen hat Prinz Friedrich August II. die Grube auch befahren.
Zur Verbesserung der Vorratssituation übernahm die Grube 1830 die Grubenfelder von König David und Des Churfürsten zu Sachsen Ankunft Maaßen (Pucher Fundgrube). Während die im Jahr 1830 begonnene Aufwältigung der seit 300 Jahren ruhenden Grube König David im Jahr 1835 aus Kostengründen wieder abgebrochen wurde, konnte die Aufwältigung des Griefner Stollns zum Grubenfeld Pucher im Jahr 1831 beendet werden. Im selben Jahr wurde auch der zwischen der Oberen 4. und 5.  Maaß der Pucher Fundgrube neu geteufte saigere Alexanderschacht auf den Griefner Stolln durchschlägig.
Der Fürstenstolln wurde von der gleichnamigen Gewerkschaft von Wolfgang Maaßen aus weiter auf dem Roland Morgengang unter dem Beitrag des 4. Pfennigs in das Grubenfeld Pucher vorangetrieben und erreichte den Alexander Spat im Jahr 1836. Bis 1839 wurde der Alexander Spat durch die Fürstenstolln-Gewerkschaft aufgefahren und dann wahrscheinlich aus Kostengründen der Betrieb eingestellt.
Infolge der Trockenheit im Jahr 1835 und dem dadurch entstandenen Mangel an Aufschlagwasser für die Kunstgezeuge konnten bei Wolfgang Maaßen die Wässer nicht mehr auf das Niveau des Fürstenstollns gehoben werden. Infolgedessen stiegen die Grubenwässer von der tiefsten Sohle, der 71-Lachter-Strecke, bis zur 31-Lachter-Strecke an.
Die Abbaue bewegen sich fast ausschließlich auf dem Friedrich August Spat und dem Sidonie Spat auf der 31-Lachter-Strecke, der 41-Lachter-Strecke, der 51-Lachter-Strecke, der 61-Lachter-Strecke und der 71-Lachter-Strecke. Im Jahr 1841 erreicht der Wolfgangschacht die 71-Lachter-Strecke in 50 Lachter Entfernung vom Wolfgang-Maaßen-Treibeschacht. Durch Trockenheit und fehlendes Aufschlagwasser stiegen zum Ende des Quartals Trinitatis (27. Juni bis 3. Juli) des Jahres 1842 die Wässer bis ½ Lachter über die 51-Lachter-Strecke.
Am Donnerstag in der 6. Woche des Quartals Crucis 1843 (10. August) wurde der Marx-Semler-Stolln ca. 5 Lachter unter der 31-Lachter-Strecke in den Friedrich August Spat durchschlägig und ermöglichte eine natürlich Wasserlösung 32 Lachter (64 m saiger) unterhalb des Fürstenstollns. Vom Wolfgang-Maaßen-Treibeschacht aus begann man im Jahr 1843 mit der Auffahrung von 20 Lachtern Gangstrecke und 53 Lachtern Querschlag zum Friedrich August Spat, um die entsprechende Teufe des Marx-Semler-Stollns in den Schacht einzubringen. Diese Auffahrungen wurden im Jahr 1848 mit dem Durchschlag zum Marx-Semler-Stolln abgeschlossen. Im Jahr 1844 wurde das Kunstgezeug im Kunstschacht umgebaut, da die Wässer nun nur noch bis zur 31-Lachter-Strecke gehoben werden mussten.
Mit der Übernahme der letzten in Fremdbesitz befindlichen Kuxe der Schneeberger Gruben durch das Blaufarbenwerkskonsortium im Jahr 1844 kam es auch zum Auslaufen des seit dem Jahr 1659 geltenden Kobaltkontraktes. Der Kobaltkontrakt schrieb zwar die maximale Fördermenge vor (bei Wolfgang Maaßen im Durchschnitt 800 Zentner im Jahr), garantierte aber gleichzeitig stabile Preise von 14,66 Groschen (5,11 RM)/Kg Kobalterz. Das sicherte der Grube bis 1841 durchschnittliche Einnahmen von 19.000 Talern (198.685 RM) pro Jahr. Aufgrund des Abnehmens der gewinnbaren Vorräte an Kobalterz begannen diese Einnahmen jedoch zu sinken.
Mit dem Einbringen des Kunstschachtes in die 96-Lachter-Strecke im Jahr 1845 begann auch die Untersuchung des Wolfgang Spates unterhalb der Marx-Semler-Sohle. Der Silbererzfall auf dem Wolfgang Spat im Jahr 1845 setzt sich auch auf der 106-Lachter-Strecke fort, die im Jahr 1847 über den Kunstschacht angeschlagen wurde. Im Jahr 1847 wurde Silber im Wert von 12.000 Talern (125.485 RM) gefördert.
Im Jahr 1848 erreichte der Wolfgang-Maaßen-Treibeschacht die 71-Lachter-Strecke und der Wolfgangschacht die 81-Lachter-Strecke. Der Abbau auf dem Sidonie Spat und dem Friedrich August Spat verlagert sich weiter in die Tiefe auf die 81-Lachter-Strecke und die 96-Lachter-Strecke.
Im Jahr 1849 erreichte auch der Wolfgangschacht die 96-Lachter-Strecke und der Kunstschacht die 116-Lachter-Strecke. Die Abbaue auf dem Wolfgang Spat bewegten sich nun auf der 61-Lachter-Strecke, der 81-Lachter-Strecke, der 96-Lachter-Strecke und der 106-Lachter-Strecke. Durch anhaltende Trockenheit musste am Donnerstag in der 11. Woche des Quartals  Luciae (13. Dezember 1849) das Kunstgezeug abgeschützt (=das Aufschlagwasser abgestellt) werden und das Grubenwasser stieg bis kurz unter die 96-Lachter-Strecke. Anfang 1850 konnte die Wasserhaltung wieder in Betrieb genommen werden, so dass nur noch die 106-Lachter-Strecke und die 116-Lachter-Strecke geflutet waren. Neben den bisherigen Silberanbrüchen fand man jetzt auch auf dem Sidonie Spat reiche Silbererze. Das Ausbringen von Silber betrug im Jahr 1850 insgesamt 18.175 Taler (190.058 RM).

### 1851 bis 1880
In der 2. Woche des Quartals Trinitatis 1851 (14. bis 20. April) erreichte man mit dem Wolfgang Maaßen Treibeschacht die 96-Lachter-Strecke. Trotz steigender Kosten, der stärker werdenden ausländischen Konkurrenz und der Verwendung des Ultramarinblaues als teilweisen Ersatz für Kobaltblau, stieg der Bedarf an gutem Kobalterz. Die zunehmende Verarbeitung und Verwendung von Ultramarin führte auch zur Umstellungen in der Produktion innerhalb der Blaufarbenwerke. In diesem Umfeld kam es im Jahr 1851 unter der Federführung der Blaufarbenwerke zur Bildung der Konsortschaftlichen Grubenverwaltung Schneeberg-Neustädtel. Infolgedessen verlor auch Wolfgang Maaßen weitestgehend die Selbständigkeit.
Während das Gesamtausbringen von Kobalterz in den Schneeberger Gruben stark anstieg und mit 5.865 Zentnern im Jahr 1854 den Höhepunkt erreichte, ging der gewinnbare Vorrat an Kobalterz auf Wolfgang Maaßen trotz des Auffahrens neuer Sohlen weiter zurück und lag im Jahr 1851 nur noch bei 415 Zentnern.
Bei einem Preis von 13,42 Groschen/Kg Kobalterz (2,74 RM) verringerte sich so das Ausbringen auf 9.500 Taler (58.221 RM). Das Silberausbringen verringerte sich auf 16.759 Taler (102.708 RM).
Zur Verbesserung der Wasserhaltung wurde in den Jahren 1852/53 im Wolfgang Maaßen Treibeschacht, zwischen der Marx Semler-Sohle und der 96-Lachter-Strecke, für 3755 Taler (23.012 RM) ein Wassersäulengezeug eingebaut. Nach der Inbetriebnahme wurde der Kunstschacht samt Kunstgezeug abgeworfen.
Da die Förderung mittels Pferdegöpel durch die größere Teufe des Schachtes und das steigende Förderaufkommen zunehmend schwieriger wurde, begann man im Jahr 1854 mit dem Bau eines Turbinengöpels auf dem Wolfgang Maaßen Kunst- und Treibeschacht.
Im Jahr 1855 erreicht man mit dem Wolfgang Maaßen Kunst- und Treibeschacht sowie mit dem Wolfgangschacht die 116-Lachter-Strecke. Beide Schächte wurden im Jahr 1856 durch einen 70 Lachter langen Querschlag auf dem Roland Morgengang verbunden. Der Durchschlag erfolgte am Freitag in der 9. Woche des Quartals Luciae 1856 (29. November).
Im selben Jahr erreichte auch die Aufwältigung des Fürstenstolln den Alexander Spat. Aufgrund der schlechten Wetterverhältnisse war das nur unter der Zuhilfenahme eines Ventilators möglich. Nach Erreichen des Alexander Spates wurde mit der Ganguntersuchung begonnen.
Am 9. März 1857 wurde die Förderung mit dem Turbinengöpel aufgenommen. Die Anschaffungskosten dieser Anlage beliefen sich auf insgesamt 8.266 Taler (50.658 RM).
Nach dem Auffinden eines neuen Silbererzfalles auf dem Sidonie Spat stieg das Ausbringen von Silber im Jahr 1857 auf 27.212 Taler (166.770 RM). Die Förderung von Kobalt betrug 325 Zentner im Wert von 3.091 Talern (18.943 RM).
Die Silbererzfälle seit 1845 gehören zu den bedeutendsten im gesamten Schneeberger Revier seit dem Jahr 1600.
Zur Verbesserung der Vorratsverhältnisse trieb man auf der 71-Lachter-Strecke vom Friedrich August Spat aus einen Querschlag auf dem Roland Morgengang zum Aufschluss des Maximilian Spates und des Auferstehung Christi Flachen in das Grubenfeld der zur Priester Fundgrube gehörenden Auferstehung Christi Fundgrube.
Im Jahr 1860 musste man bei 113 Lachter Entfernung vom Friedrich August Spat zur Verbesserung der Wetterverhältnisse ebenfalls einen Ventilator einsetzen und die Bewetterung mittels Lutten (Tonrohre mit einer lichten Weite von 22,5 cm und einer Länge von 85 cm) gewährleisten.
Nach dem Erreichen des Maximilian Spates in einer Entfernung von 160 Lachtern vom Friedrich August Spat im Jahr 1861, wurde dort eine entsprechende Gangstrecke aufgefahren. Der Maximilian Spat wurde auch auf der Sohle des Marx-Semler-Stolln mit einer Gangstrecke untersucht und dabei bereits Silber im Wert von 481 Talern (2.947 RM) abgebaut.
Das Ausbringen von Kobalt ging im Jahr 1861 auf 335 Zentner zurück und gleichzeitig sank der Kilopreis für Kobalterze qualitätsbedingt auf 5,74 Groschen (1,17 RM). Der Wert der ausgebrachten Kobalterze betrug somit nur noch 3.294 Taler (20.187 RM).
Ebenfalls im Jahr 1861 wurde Otto Richard Tröger Schichtmeister aller Schneeberger Gruben. Zu diesem Zeitpunkt gab es einen starken Rückgang des Vorrates an gewinnbaren Erzen und die Ausstattung der Gruben war meist veraltet. Das Ausbringen von Kobalt im Schneeberger Revier war auf 3.765 Zentner zurückgegangen. Unter der Leitung Trögers wurde in den folgenden Jahren die Erkundung neuer Erzvorkommen vorangetrieben.
Durch das Anfahren eine stark wasserführende Kluft im Maximilian Spat auf der 71-Lachter-Strecke, am Ende des Quartals Crucis (22. bis 28. September) wurde 1862 die 116-Lachter-Strecke geflutet. Die Wässer standen 4 Lachter über der 116-Lachter-Strecke.
Auf Grund der vor allem vom Maximilian Spat zusitzenden Wässer war die schon seit langem an der Kapazitätsgrenze arbeitende Wassersäulenmaschine im Wolfgang Maaßen Kunst- und Treibeschacht überfordert und wurde im Jahr 1863 mit einem Aufwand von 4.013 Talern (24.594 RM) umgebaut. In der 8. Woche des Quartals Luciae (16. bis 22. November) wurde sie wieder in Betrieb genommen.
Während der Bauzeit stiegen die Wässer in der Grube bis auf 1,4 Lachter über die 71-Lachter-Strecke.
Im Jahr 1864 wurden Wolfgang Maaßen und Priester Fundgrube zu Wolfgang Maaßen samt Priester Fundgrube vereinigt. Ein Jahr später, im Jahr 1865, wurde mit dem Vortrieb der 116-Lachter-Strecke vom Friedrich August Spat auf dem Roland Morgengang zum Maximilian Spat im Feld der Auferstehung Christi Fundgrube begonnen.
Im Jahr 1867 erreichte das Marx-Semler-Stollnort den Alexander Spat.
In der Folgezeit wurde der weitere Aufschluss des Maximilian Spates zwischen Fürstenstolln und Marx-Semler-Stolln mit Erfolg vorangetrieben.
Aufgrund des stark gestiegenen Wismutpreises, von 25,9 Groschen/kg (9,03 RM) im Jahr 1841 auf 6 Taler 14 Groschen/kg (45,51 RM) im Jahr 1867, veranlasste Tröger die Intensivierung der Arbeiten im Revier Pucherschacht.
Im Jahr 1868 wurden die alten Halden nach Wismuterzen durchkuttet und ein Untersuchungsstolln wurde vom benachbarten Filzbach aus angelegt, der den Alexander Spat in einer Teufe von 2,5 Lachtern antraf. Der ebenfalls 1868 zur weiteren Untersuchung auf dem Alexander Spat geteufte tonnlägige Schurfschacht, musste im selben Jahr wegen der mangelnden Standsicherheit des Gebirges aufgegeben werden.
Im Jahr 1868 erreichte Wolfgang Maaßen ein Ausbringen von 51.018 Talern (358.583 RM). Allein die während der Untersuchungsarbeiten abgebauten Wismuterze hatten daran einen Anteil von 13.956 Talern (98.090 RM).
Im Jahr 1869 wurde mit der Teufe eines neuen Richtschachtes (Pucherschacht) mit den Maßen 5,9 mal 3,9 Metern zwischen Alexander Spat und Friedefürst Spat im Bereich der Pucher Fundgrube begonnen. Am Jahresende hatte man eine Teufe von 7,5 Lachtern erreicht.
Aufgrund der stark zusitzenden Wässer wurde 1869 auf dem Pucherschacht zur Wasserhaltung vorübergehend eine Lokomobile eingesetzt. Um das Problem der Wasserhaltung dauerhaft zu lösen, wurde gleichzeitig am Schacht eine Dampfmaschine mit einer Leistung von 10 PS errichtet, die auch zur späteren Förderung dienen sollte. Bis zum Jahr 1870 waren das erforderliche Maschinenhaus, das Treibehaus und das Kesselhaus samt Esse im Wert von insgesamt 7.282 Talern (51.182 RM) fertiggestellt. In der 6. Woche des Quartals Trinitatis (2. bis 8. Mai) wurde die neue Wasserhebung in Betrieb genommen und damit wurde ab der 11. Woche des Quartals Trinitatis (6. bis 12. Juni 1870) die weitere Teufe des bereits 1869 begonnenen Richtschachtes möglich.
Im Mitte August 1870 wurde die Sohle des Griefner Stolln bei 21 Lachtern Teufe erreicht und in dieser Teufe ein 19 Lachter langer Querschlag zum Alexander Spat getrieben, der zum Jahresende erreicht wurde. Ebenfalls am Jahresende 1870 erreichte man mit dem Abteufen des Wolfgang Maaßen Kunst- und Treibeschachtes die 146-Lachter-Strecke. Damit hatte der Schacht seine Endteufe bei 163,88 m NN mit einer Gesamtteufe von 378 m erreicht. Das Gesamtausbringen war, wahrscheinlich aufgrund der stagnierenden untertägigen Arbeiten, inzwischen auf 34.810 Taler (244.664 RM) zurückgegangen.
Im Jahr 1871 konnte über die Auffahrung des Griefner Stolln im Gegenortbetrieb nach insgesamt 174 Lachtern der Durchschlag erreicht werden. Damit wurde die Wasserhebung auf dem Pucherschacht überflüssig. Vom Pucherschacht aus wurde der Alexander Spat auf einer Länge von 45 Lachtern aufgefahren. Die dabei geförderten 270 Zentner Wismuterze im Gesamtwert von 22.562 Talern (158.578 RM) erhöhten das Ausbringen der Grube im Jahr 1871 auf 53.070 Taler (373.006 RM). Bei diesen Auffahrungen wurde ein neues Mineral entdeckt und von August Frenzel beschrieben. Das neue Mineral wurde auf Wunsch des Schichtmeisters Johann Maximilian Graff Pucherit genannt.
Im selben Jahr erreichte man mit der Auffahrung der 116-Lachter-Strecke den Maximilian Spat.
Im Jahr 1872 wurde mit der Aufwältigung des Griefner Stolln auf dem Unbenannten Morgengang vom Alexander Spat aus nach 145,9 m der Friedefürst Spat erreicht. Um eine Wetterführung herzustellen, wurde der 3. Tagesschacht (3. Maaßenschacht) auf dem Gang Friedefürst Spat aufgewältigt.
Im selben Jahr wurde mit der Untersuchung des Ganges auf der Sohle des Fürstenstolln begonnen.
1873 wurde der Pucherschacht zwischen der Hängebank und dem Griefner Stolln ausgemauert. Er erhielt ein lichtes Maß von 5,1 mal 2,8 m. Der Griefner Stollnflügel auf dem Friedefürst Spat wurde bis vor Ort aufgewältigt.
Auch im Zentralrevier von Wolfgang Maaßen gingen die Untersuchungsarbeiten auf den Wolfgang Spat, Sidonie Spat und Friedrich August Spat weiter. Mit der Auffahrung eines Querschlages auf der 146-Lachter-Strecke, vom Kunst- und Treibeschacht aus, erreichte man nach 28,3 m den Wolfgang Spat.
Die 1874 im Zentralrevier von Wolfgang Maaßen durchgeführten Arbeiten zur Schachtregulierung und zur Auffahrung eines Umbruches einer Strecke auf der 51-Lachter-Strecke, erbrachten eher zufällig Erzfunde. Erzfunde machte man auch auf der 116-Lachter-Strecke auf dem Friedrich August Spat.
Zur Ablösung des Pferdegöpels auf dem Kunst- und Treibeschacht begannen im Jahr 1875 die Arbeiten zum Bau eines Dampfgöpels, der von einer 20 PS Dampfmaschine angetrieben werden soll. Errichtet wurden das Treibehaus und die zugehörige Esse.
Um eine bessere Förderung zu gewährleisten, wurde die Schachtröhre erweitert und mit Eisenschienen ausgerüstet. Alle Arbeiten an der neuen Fördereinrichtung wurden im Jahr 1876 beendet. Die Gesamtkosten beliefen sich auf 59.464 Mark (139.317 RM). Im selben Jahr erfolgte im Revier des Pucherschachts der Durchschlag des Imanuelschachts, einem im Einfallen des Alexander Spates geteuften Blindschacht zwischen der Sohle des Fürstenstolln und dem Griefner Stolln.
Im Jahr 1878 erreicht man auf der 146-Lachter-Strecke über den Roland Morgengang den Friedrich August Spat in einer Entfernung von 75 m vom Wolfgang Spat aus.
Im selben Jahr wurde der Betrieb des Nordwestlichen Griefner Stollnflügels auf dem Friedefürst Spat eingestellt.
Nur durch die Wismuterze in der Abteilung des Pucherschachtes konnte Wolfgang Maaßen überleben. Wurde das Ausbringen im Jahr 1868 noch zu 65 Prozent durch den Verkauf der Kobalterze erreicht, ging dieser Anteil bis zum Jahr 1876 bei einem Ausbringen von 97.662 Mark (228.715 RM) auf 20 Prozent und im Jahr 1880 bei einem Ausbringen von 147.590 Mark (345.782 RM) auf nur noch 7,5 Prozent zurück.

### 1880 bis 1945
Im Jahr 1880 wurden die Schneeberger Gruben Daniel, Weißer Hirsch, Gesellschaft, Bergkappe (Türk) und Wolfgang Maaßen auf Betreiben der Blaufarbenwerke zum Schneeberger Kobaltfeld vereinigt.
Der Schwerpunkt der Kobalt- und Silbergewinnung verlagerte sich in das Revier der Auferstehung Christi Fundgrube, wo zwischen der 71-Lachter-Strecke und der 116-Lachter-Strecke der Abbau auf dem Maximilian Spat erfolgte. Vor allem dank der reichen Wismuterze in der Pucherschacht-Abteilung, war Wolfgang Maaßen mit 25 Prozent der Belegschaft und 30 Prozent des Ausbringens die größte der 5 vereinigten Gruben.
Im Jahr 1882 wurde im Pucherschacht die Förderung mittels Haspel bis zur Griefner Stollnsohle durch eine Dampfmaschine ersetzt. Gleichzeitig wurden auf der Griefner Stollnsohle auf dem Alexander Spat und dem Friedefürst Spat Schienen zur Erleichterung der Förderung verlegt.
Gegenüber vom Wolfgang Maaßen Treibeschacht wurde im Jahr 1883 ein Dampfpochwerk mit einer Leistung von 12 PS errichtet und in der Wäsche die veralteten Einkehrherde durch moderne Stoßherde ersetzt, die von einer 2 PS starken Dampfmaschine, angetrieben wurden.
Auf der Marx-Semler-Stollnsohle wurden zwischen dem Maximilian Spat, dem Wolfgang Maaßen Treibeschacht und der Pucherschacht-Abteilung auf einer Länge von 1203 Metern Schienen für die Förderung verlegt. Die Gesamtkosten für diese Investitionen beliefen sich auf 21.345 Mark (32.932 RM) (alle Originalzahlen wurden in RM Stand 1938 umgerechnet).
Im selben Jahr erreichte auf dem Roland Morgengang das Stollnort des Marx-Semler-Stolln den Friedefürst Spat.
Im Jahr 1884 wurde auf dem Alexander Spat mit Apatit ein für das Schneeberger Revier neues Mineral entdeckt.
Im Jahr 1885 wurde mit dem Vortrieb der 146-Lachter-Strecke vom Friedrich August Spat zum Maximilian Spat begonnen. Ziel war die genauere Untersuchung der Erzfälle auf dem Maximilian Spat.
Zur Verbesserung der Vorratsbilanz wurden die Ganguntersuchungen intensiviert. Im Jahr 1886 wurde auf der 71-Lachter-Strecke über einen Querschlag vom Maximilian Spat aus in nördliche Richtung nach 213 m der Neuhoffnung Flache erreicht.
Der zur Verbesserung der Förderung und Wasserlösung weiter geteufte Pucherschacht erreichte in der 10. Woche des Quartals Trinitatis (31. Mai bis 6. Juni) 1886 den Querschlag vom Alexander Spat auf der Fürstenstollnsohle.
Auf der Suche nach bauwürdigen Wismuterzen wurden im Jahr 1887 auch im Zentralrevier von Wolfgang Maaßen die alten Baue (z. B. auf der 8-Lachter-Strecke auf dem Wolfgang Spat) wieder aufgewältigt.
Zur Verbesserung der Fahrung wurde ebenfalls im Jahr 1887 im Kunst- und Treibeschacht von Wolfgang Maaßen eine elektrische Signalvorrichtung für die Seilfahrt mittels Tonne eingebaut.
Im Grubenfeld Pucher erreicht man im Jahr 1888 mit dem Stollnort des Fürstenstolln auf dem Alexander Spat nach 426,7 m westlich vom Roland Morgengang den Granit. Hier zerschlug sich der Gang.
Zur weiteren Erkundung des Ganges teufte man auf der Zschorlauer Flur auf dem dort als Neuer Churfürst zu Sachsen Ankunft benannten Alexander Spat einen Schurfschacht, der Ende 1888 eine Teufe von 20 m erreichte. Um die dort angetroffene Vererzung weiter zu untersuchen, wurde der Schacht im Jahr 1889 weiter geteuft. Zusitzende Wässer sorgten aber nach wenigen Metern für die Einstellung der Arbeiten.
Im Jahr 1890 erhielt das Pochwerk einen separaten Dampfkessel. Außerdem wurde vom Schachtgelände Wolfgang Maaßen zum Pochwerk eine eiserne Förderbrücke mit einer Dampfhaspel gebaut.
Ebenfalls 1890 erreichte man mit der Auffahrung der 164-Lachter-Strecke den Maximilian Spat.
Im Jahr 1891 wurden die Arbeiten im Friedefürst Spat auf der Marx-Semler-Stollnsohle aufgegeben und 1892 nach einem Wassereinbruch im Alexander Spat 369 m südöstlich vom Roland Morgengang ebenfalls eingestellt. Bedingt durch die Trockenheit und das dadurch fehlende Aufschlagwasser musste im Oktober 1892 die Wassersäulenmaschine abgeschützt werden. Daraufhin stiegen die Wässer bis 2 m über die 81-Lachter-Strecke. Der Wasserstand erreichte am 12. Februar 1893 seinen höchsten Stand mit 10 m über der 71-Lachter-Strecke.
Trotz wieder angelaufener Sümpfung stand das Wasser Anfang 1894 noch immer 12 m über der 81-Lachter-Strecke. Erst der Einbau von zwei neuen Drucksätzen in die Wassersäulenmaschine schaffte Abhilfe und man konnte die Grube bis zum September 1894 vollständig sümpfen.
Eine vom Doppelhäuer Heinrich Voigt entwickelte Konstruktion zum Sammeln des Bohrstaubes beim maschinellen Bohren zeigt, dass man sich schon frühzeitig mit dem Problem des beim Trockenbohren entstehenden Bohrstaubes beschäftigte. Bis dahin wurde versucht mit feuchtem Werg und dem befeuchten des Bohrloches den Bohrstaub zu binden.
Im Jahr 1897 wurde im Grubenfeld Priester auf der 71-Lachter-Strecke ein neuer Gang, der Maria Spat angefahren. Der Maria Spat löste den seit 35 Jahren mit Erfolg bebauten Maximilian Spat als Hauptgang der Grube ab.
Der bis 10,5 m unter die Rasensohle (Niveau der natürlichen Erdoberfläche am Schacht) bebaute Alexander Spat schlug zunehmend in die alten Baue ein, so dass im Jahr 1899 der Abbau eingestellt und das Feld am Pucherschacht oberhalb des Griefner Stolln aufgegeben wurde.
Im Pochwerk Wolfgang Maaßen wurde 1899 eine kostengünstigere elektrische Beleuchtung mit 12 Glühbirnen eingebaut und somit die Gasölbeleuchtung ersetzt.
Das Grubenfeld von Wolfgang Maaßen erreichte in den Jahren nach 1900 sehr große Ausmaße. Im Feld der Priester Fundgrube brachte die Untersuchung des Morgenrot Flachen und des Neuhoffnung Flachen auf der 71-Lachter-Strecke keine Erfolge. Auch der Maximilian Spat lieferte nur noch wismutarme, dafür aber arsenreiche Erze.
Im Ostfeld des Pucherschacht wurde 1904 auf der Griefner Stollnsohle ein Wismuterz führendes Trum des Alexander Spates erschlossen. Im westlichen Feld wurde dagegen im Jahr 1906 auf der Fürstenstollnsohle der Friedefürst Spat im Granitkontakt erzleer angefahren.
Im Jahr 1910 wurden aus Kostengründen alle Arbeiten unterhalb der Marx-Semler-Stollnsohle eingestellt und die Grube bis zu diesem Niveau geflutet. Das Feld des Pucherschachts wurde abgeworfen.
Die Wassersäulenmaschine im Wolfgang Maaßen Treibeschacht wurde abgebrochen und der Schacht unter der Marx-Semler-Stollnsohle mit einer Eisenbühne verwahrt.
Im Jahr 1911 wurde auf der Stollnsohle eine Wasserturbine installiert, die mit dem frei gewordenen Aufschlagwasser einen Kompressor antrieb und Druckluft über eine Ringleitung an die Fundgrube Gesellschaft liefern sollte. Nach dem Scheitern dieses Vorhabens auf Grund technischer Unzulänglichkeiten wurde auch der Kompressor wieder abgebrochen.
Um die aus dem Grubenfeld des Pucherschacht zusitzenden Wässer von 9 m3/h auf dem Marx-Semler-Stolln und 19,5 m3/h auf dem Fürstenstolln zu nutzen, wurde der Marx-Semler-Stolln in einer Entfernung von 161 m vom Wolfgang Spat mit einem Betondamm von 2 m Mächtigkeit verspündet. Auf dem Roland Morgengang in einer Entfernung von 284 m vom Wolfgang Spat wurde der Fürstenstolln mit einem Betondamm von 1,5 m Mächtigkeit ebenfalls verspündet. Das Wasser lief jetzt über den Griefner Stolln zum Schindlerschacht und konnte dort als Aufschlagwasser für die Wasserhaltung genutzt werden.
Die Untersuchungs- und teilweise auch die Gewinnungsarbeiten wurden auf den wasserfreien Sohlen bis zur Einstellung des Bergbaues im Jahr 1932 fortgesetzt. Das Pochwerk auf Wolfgang Maaßen stellte Mitte der zwanziger Jahre den Betrieb ein.
Im Jahr 1939 wurden sämtliche Schachtanlagen und wahrscheinlich auch das Dampfpochwerk abgerissen.

### Seit 1945

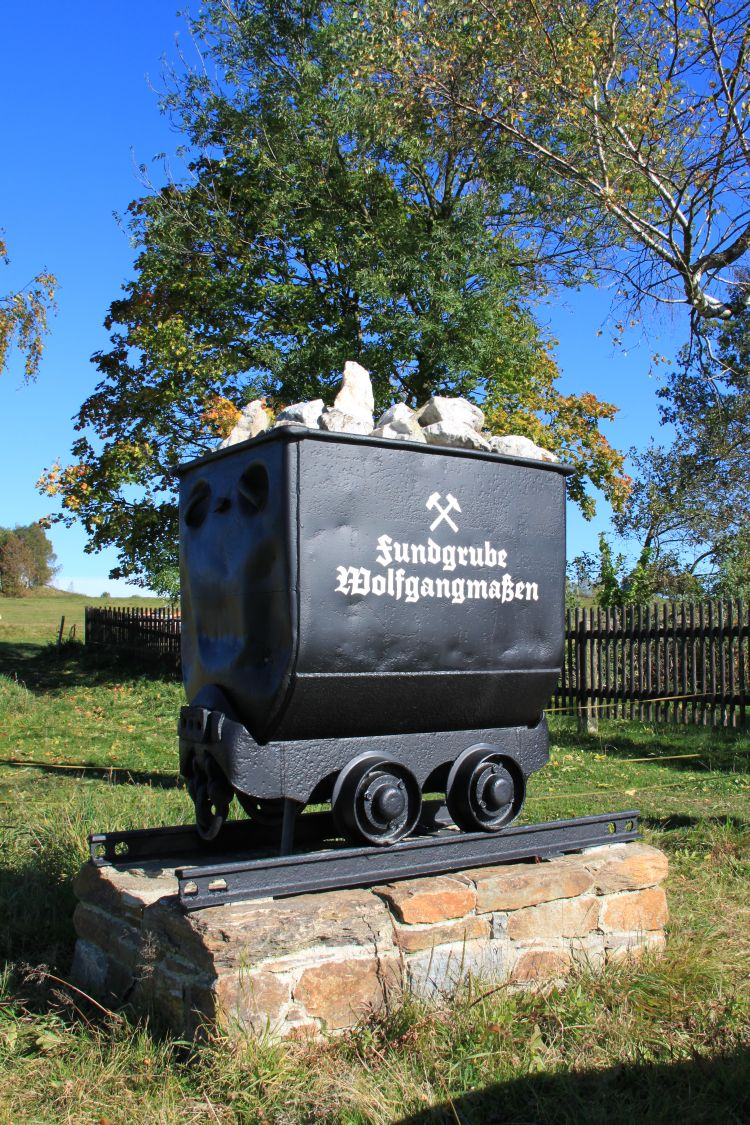
Hunt vor den ehemaligen Grubengebäuden

Nach Ende des Zweiten Weltkrieges wurden auf Befehl von Kapitän Regens, des russischen Stadtkommandanten Schneebergs, im September 1945 der Abbau von BiCoNi-Erzen im Schneeberger Revier wieder aufgenommen und erste Erkundungsarbeiten auf Uran durchgeführt.
Nach der Gründung der Wismut AG am 6. Juni 1947 wurde wahrscheinlich noch im selben Jahr der noch offene Wolfgang Maaßen Kunst- und Treibeschacht durch das in Schneeberg arbeitende Objekt 03 der Wismut schon rekonstruiert. Im Gegensatz zu anderen Schächten wurde der Wolfgang Maaßen Kunst- und Treibeschacht aber nicht in die übliche Schachtnummerierung einbezogen.
Um die Sohlen unterhalb des Marx-Semler-Stolln zu untersuchen, wurde das Grubenfeld gesümpft. Dabei erwies es sich als Vorteil, dass unterhalb des Marx-Semler-Stolln keine Verbindung zum übrigen Schneeberger Revier bestand. Ziel der Untersuchung durch die Wismut war wahrscheinlich der Arsenikschacht, in dem man 1896 Uranerz gefunden hatte. Der Arsenikschacht befindet sich zwischen der Marx-Semler-Stollnsohle und der 61-Lachter-Strecke auf dem Wolfgang Spat im östlichen Teil des Grubenfeldes. Das Grubenfeld wurde wahrscheinlich bis zum Tiefsten gesümpft, die Untersuchung aber ergebnislos abgebrochen.
In den Jahren 1954 und 1955 wurde auch ein Skarnerzlager untersucht, welches schon im Jahr 1860 von Oberbergrat Karl Hermann Müller erwähnt wurde. Das Skarnerzlager befindet sich im Bereich der 96-Lachter-Strecke zwischen dem Treibeschacht und dem alten Kunstschacht. Mit dem Abschluss der Untersuchungen endeten die Aktivitäten der Wismut auf Wolfgang Maaßen.
Erst im Jahr 1973 rückte Wolfgang Maaßen wieder in den Blickpunkt. Die Bergsicherung Schneeberg wältigte den Wolfgang Maaßen Kunst- und Treibeschacht auf und rekonstruierte diesen bis zur Griefner Stollnsohle.
Geplant war, ein Besucherbergwerk einzurichten. Das Vorhaben scheiterte aber am Einspruch der NVA, da sich die Schneeberger Kaserne und das Übungsgelände in unmittelbarer Nähe befanden. Um sich aber weitere Optionen für die Zukunft offen zu halten, wurde der Wolfgang Maaßen Kunst- und Treibeschacht nur mit einer Betonplatte gesichert.
Ende der neunziger Jahre begann sich der 1994 gegründete Bergbauverein Schneeberg/Erzgebirge e.V. für das Schachtgelände zu interessieren. Es wurde die Idee geboren, das historische Gebäudeensemble zu erhalten und zu rekonstruieren. Neben dem Pochwerk sind im Umfeld weitere Gebäude der Grube erhalten, so das Huthaus, das 1825 erbaute Steigerhaus, das 1820 erbaute Pochwerkssteigerhaus und die 1855 erbaute Bergschmiede. Im Jahr 2002 übernahm der Verein das Pochwerksgebäude.

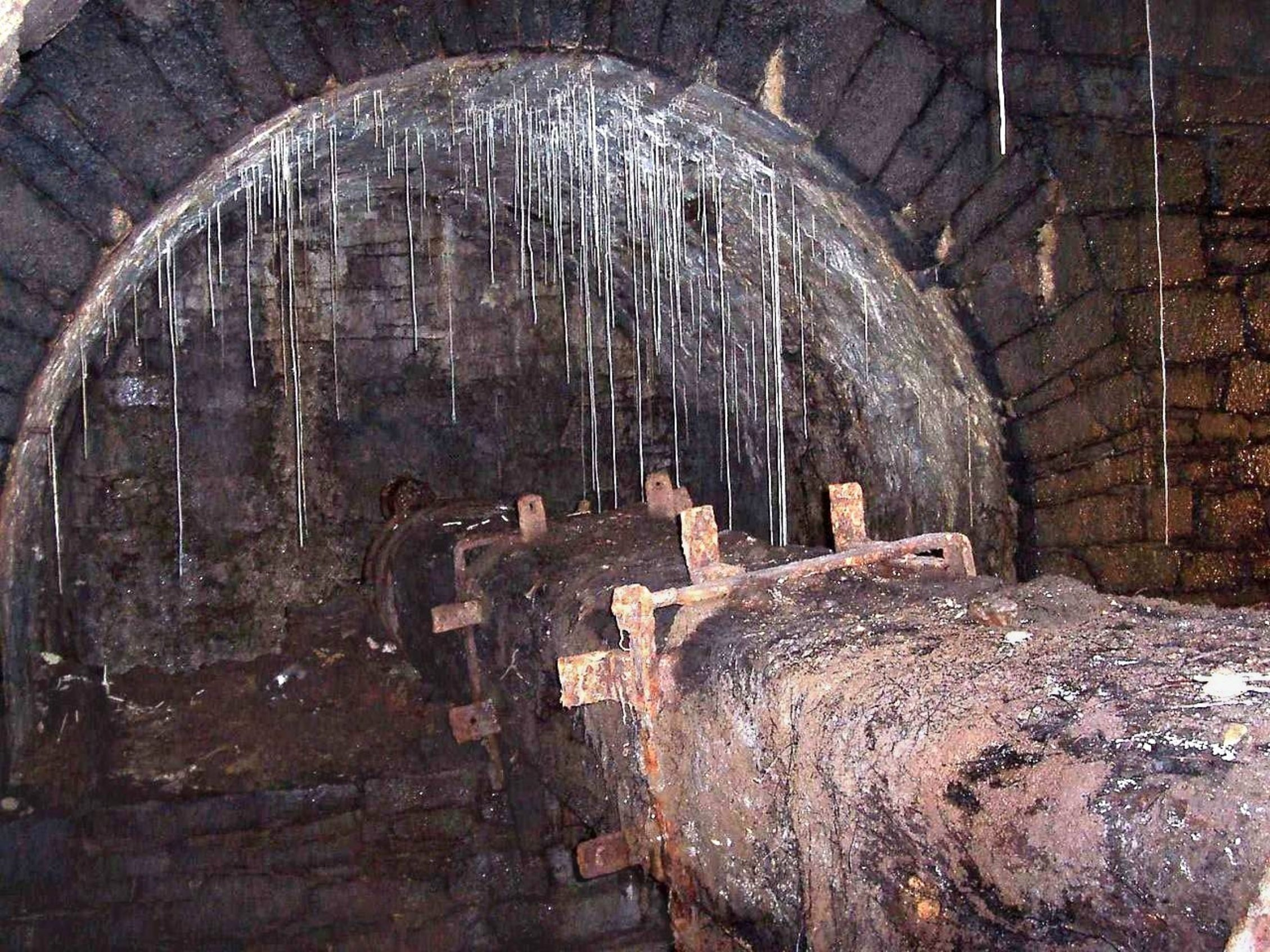
Welle des Kunstrades in der Radstube des Pochwerkes auf Wolfgang Maaßen

Nachdem im Jahr 2003 die letzten Mieter das marode Pochwerksgebäude verlassen hatten, konnten die Arbeiten an diesem Gebäude beginnen und zum Zweck der Dokumentation wurde das Gebäude im August 2004 in allen Details fotografiert.
Ebenfalls im August 2004 wurde die zugeschüttete Aufschlagrösche freigelegt und somit die Radkammer des Pochwerkrades befahrbar gemacht.
Nach dem Entkernen des Pochwerkgebäudes mussten Teile des Fachwerkes der Innen- und Außenwände ausgetauscht und die Wände neu ausgefacht werden. Anschließend wurde die gesamte Außenwand mit Holzschindeln versehen.
Das Dach sowie der Dachstuhl wurden vollständig erneuert und am 11. September 2007 wurde der neue Glockenturm aufgesetzt. Die Glocke bei Wolfgang Maaßen diente in den Betriebszeiten nicht wie üblich als Anzeige der gängigen Maschinen unter Tage, sondern war mit einer Uhr und einem Stundenschlagwerk ausgerüstet. Das war einmalig für das Schneeberger Revier. Am 22. Juli 2011 konnte die neue Glocke in den Glockenturm gehoben werden und am 1. Dezember 2011 wurde auch das im Original erhaltene und restaurierte Uhrwerk in Gang gesetzt. Das Uhrwerk wurde wahrscheinlich um das Jahr 1700 gebaut.
In der Zukunft ist auch vorgesehen, dass im Jahr 1875 errichtete Treibehaus sowie den 1890 errichtete Kesselhausanbau am Pochwerksgebäude wieder zu errichten.
Die Rekonstruktionsarbeiten dauern derzeit noch an und werden finanziell durch die Nickelhütte Aue, dem ehemaligen Blaufarbenwerk Niederpfannenstiel, unterstützt.

## Erzgänge und Erzführung im Grubenfeld
Das Grubenfeld Wolfgang Maaßen liegt am Südwestrand der Schneeberger Lagerstätte und am Nordostrand des Eibenstocker Granits. Die hier vorherrschenden kohlenstoffhaltigen Schiefer gehören zur produktiven Serie der Lößnitz-Zwönitzer Zwischenmulde.
Der nach Nordost einfallende Eibenstocker Granit erreicht im Bereich von Wolfgang Maaßen wahrscheinlich eine Teufe von 0 m NN. Im Bereich der Auferstehung Christi Fundgrube liegt die Granitoberkante bei −200 m NN.
Der Friedefürst Spat im Grubenfeld des Pucherschachtes stellt offensichtlich eine Verwerfung zwischen dem Granit und dem Schiefer dar.
Der ca. 2000 m lange Roland Morgengang, der mit 200° durch das Grubenfeld streicht, besaß für den Grubenbetrieb eine herausragende Bedeutung. Auf ihm wurden alle Hauptstrecken und Stolln querschlägig aufgefahren. Der Roland Morgengang gehört zu den erzleeren Quarzgängen der eq-Formation.
Von wirtschaftlicher Bedeutung für die Grube waren die Spatgänge und untergeordnet die Flachen Gänge. Die Einfallrichtung der meisten Gänge ist Nordost. Der Maximilian Spat, der Joseph Spat, der Morgenrot Flache sowie der Neuhoffnung Flache fallen nach Südwest ein.
Im Gegensatz zu anderen Gängen der Schneeberger Lagerstätte konnten die Gänge im Grubenfeld von Wolfgang Maaßen beachtliche Dimensionen erreichen. So erreichten der Sidonie Spat und auch der Maximilian Spat Mächtigkeiten von über 2 m, der Alexander Spat und der Wolfgang Spat immerhin noch Mächtigkeiten von 1,5 m. Diese Gänge gehören alle der in Schneeberg vorherrschenden BiCoNi-Formation an, in der als Gangfüllung Dolomit, Siderit, Ankerit, Calcit und Quarz vorherrschend sind.
Die Vererzung der Gänge war teilweise stark unterschiedlich.
Im Gangsystem Friedrich August Spat und Sidonie Spat wurden reiche Kobalt-Wismuterze angetroffen. Nicht unerheblich waren auch die Mengen von silberreichen Pyrit und Markasit, Galenit, Chalkopyrit und gediegen Silber. Untergeordnet kamen auch Proustit, Akanthit/Argentit, gediegen Kupfer und gediegen Arsen vor.
Der Wolfgang Spat lieferte hauptsächlich kobaltarme Nickel-Wismuterze. Auch im Wolfgang Spat wurden Proustit und Akanthit sowie der silberreicher Markasit und Galenit abgebaut. Daneben traten hier erstmals Heterogenit und Safflorit zutage.
Der Maximilian Spat im Revier der Auferstehung Christi Fundgrube lieferte hauptsächlich arsenreiche Kobalt- und Wismuterze. Daneben wurde Tennantit, Galenit, Chloanthit, gediegen Silber und Proustit abgebaut. Als Besonderheit galt das Auftreten von Roselith und Sphärocobaltit.
Der Alexander Spat und der Friedefürst Spat im Grubenfeld des Pucherschacht lieferten vor allem Wismuterze, untergeordnet kamen auch Kobalterze vor. Als Besonderheit fanden sich hier Bismit, Nickellotharmeyerit, Pucherit, Schlegelit und Schumacherit.
An Uranmineralen wurde Pechblende auf dem Wolfgang Spat (1896), auf dem Friedrich August Spat und auf dem Maximilian Spat gefunden. Weiterhin wurde Torbernit auf dem Friedefürst Spat und dem Alexander Spat, sowie Uranocircit, Uranospinit, Zeunerit und Trögerit auf dem Friedefürst Spat gefunden.
Während der Wolfgang Spat, der Friedrich August Spat und der Sidonie Spat von der Erdoberfläche bis zur 146-Lachter-Strecke in einer Teufe von 378 Metern bebaut wurden, endeten die Auffahrungen im Maximilian Spat auf der 116-Lachter-Strecke und die Auffahrungen des Alexander Spates und des Friedefürst Spat auf der Marx-Semler Sohle.
Ohne nennenswerte Vererzung wurden der Morgenrot Flache, der Joseph Spat, der Neuhoffnung Flache, der St. Georg Flache und auch der durch historische Silberfunde bekannt gewordene Auferstehung Christi Flache im Grubenfeld der Auferstehung Christi Fundgrube angetroffen.
Besonderheit im Grubenfeld von Wolfgang Maaßen war das Auftreten von geringmächtigen Skarnerzlagern, deren Mineralisierung aus Amphibolen und Pyroxenen bestand. Untergeordnet treten Calcit, Hessonit, Epidot, Korund und Pyrophyllit auf. Die im Skarn teilweise vorliegende Vererzung setzt sich aus Pyrit, Magnetit, Sphalerit, Löllingit, Arsenopyrit, Chalkopyrit, Galenit und vereinzelten Goldblättchen zusammen.